# Balu Mahendra
Balanathan Benjamin Mahendran, communément appelé Balu Mahendra, né le 20 mai 1939 à Batticaloa (Sri Lanka) et mort le 13 février 2014  à Chennai (Inde), est un cinéaste, scénariste, cameraman et monteur indien.

## Biographie
Né au Sri Lanka dans une famille tamoule, Balu Mahendra développe un intérêt précoce pour la photographie. Après avoir assisté à une projection du film de David Lean Le Pont de la rivière Kwaï, Mahendra se passionne pour la réalisation de films. Il a travaillé comme cadreur pour une vingtaine de films avant de faire ses débuts en tant que réalisateur. Il est largement considéré comme faisant partie de la première vague de réalisateurs et scénaristes qui ont revitalisé le cinéma tamoul.
Ancien élève du Film and Television Institute of India (FTII), Mahendra commence sa carrière en tant que directeur de la photographie dans les années 1970 et a rapidement progressé pour devenir réalisateur à la fin de cette décennie. Son film Kokila (en) est le premier des vingt films qu'il réalisera dans toutes les langues d'Inde du Sud, en plus des deux réalisés en hindi.
Reconnu comme l'un des plus grands cinéastes du cinéma indien, Mahendra écrivait généralement le scénario de ses films, manipulait
lui-même la caméra et montait également ses films, conservant ainsi un contrôle total sur ses créations.

## Filmographie
comme réalisateur
- 1977 : Kokila (en) (en kannada)
- 1979 : Azhiyadha Kolangal (en)
- 1980 : Moodupani (en)
- 1982 : Moondram Pirai (en)
- 1982 : Olangal (en) (en malayalam)
- 1983 : Oomakkuyil (en) (en malayalam)
- 1983 : Sadma (en) (en hindi)
- 1984 : Neengal Kettavai (en)
- 1985 : Un Kannil Neer Vazhindal (en)
- 1985 : Yathra (en) (en malayalam)
- 1986 : Nireekshana (en) (en telugu)
- 1987 : Rettai Vaal Kuruvi (en)
- 1988 : Veedu (en)
- 1989 : Sandhya Raagam (en)
- 1992 : Vanna Vanna Pookkal (en)
- 1993 : Marupadiyum (en)
- 1993 : Sathi Leelavathi (en)
- 1996 : Aur Ek Prem Kahani (en) (en hindi)
- 1997 : Raman Abdullah (en)
- 2003 : Julie Ganapathi
- 2005 : Adhu Oru Kana Kaalam (en)
- 2013 : Thalaimuraigal (en)

autres
- 1983 : Pallavi Anu Pallavi de Mani Ratnam (photographie)

## Prix et récompenses
Mahendra a remporté cinq National Film Awards, deux pour la cinématographie et trois Filmfare Awards South. Il a obtenu également des récompenses des gouvernements du Kerala, du Karnataka et de l'Andhra Pradesh.
- Filmfare Award du meilleur réalisateur en tamoul :
  - 1982 : Moondram Pirai
  - 1988 : Veedu